# Vilnis Pirtnieks
Vilnis Pirtnieks (ur. 1938) – radziecki (łotewski) kierowca wyścigowy.

## Życiorys
Rywalizował w sportach wodnych, a w sportach motorowych zadebiutował w 1975 roku podczas zawodów Dzintara Volga na torze Biķernieki. Ścigał się wówczas Estonią 18. W 1977 roku Łotysz zadebiutował w mistrzostwach ZSRR Formuły 3, zajmując piętnaste miejsce w klasyfikacji. W 1978 roku zmienił pojazd na Estonię 18M z silnikiem Łady. W 1981 roku Pirtnieks zdobył mistrzostwo Łotewskiej Formuły 3. Po 1984 roku zakończył karierę.

## Wyniki
| Legenda oznaczeń w tabelach wyników Wyświetl szablon na nowej stronie | Legenda oznaczeń w tabelach wyników Wyświetl szablon na nowej stronie                                                                     |
| Oznaczenie                                                            | Wyjaśnienie |
| --------------------------------------------------------------------- | --- |
| Złoty                                                                 | Zwycięzca lub mistrzostwo |
| Srebrny                                                               | 2. miejsce lub wicemistrzostwo |
| Brązowy                                                               | 3. miejsce lub II wicemistrzostwo |
| Zielony                                                               | Ukończył, punktował (w klasyfikacji generalnej, gdy zdobył co najmniej jeden punkt na przestrzeni sezonu, poza trzema powyższymi opcjami) |
| Niebieski                                                             | Ukończył, nie punktował (w klasyfikacji generalnej, gdy nie zdobył co najmniej jednego punktu na przestrzeni sezonu)                      |
| Czerwony                                                              | Nie zakwalifikował się (NZ) |
| Czerwony                                                              | Nie prekwalifikował się (NPK) |
| Różowy                                                                | Nie ukończył (NU) |
| Różowy                                                                | Niesklasyfikowany (NS) (w klasyfikacji generalnej, gdy nie został sklasyfikowany w żadnym wyścigu sezonu)                                 |
| Czarny                                                                | Zdyskwalifikowany (DK) |
| Czarny                                                                | Wykluczony (WYK/EX) |
| Biały                                                                 | Nie wystartował (NW) |
| Biały                                                                 | Kontuzjowany (K/INJ) |
| Biały                                                                 | Wyścig odwołany (OD/C) |
| Bez koloru                                                            | Został wycofany (WYC/WD) |
| Bez koloru                                                            | Nie przybył (NP/DNA) |
| Bez koloru                                                            | Nie brał udziału w treningach (NT/DNP) |
| Bez koloru                                                            | Nie został zgłoszony (–) |
| Pogrubienie                                                           | Start z pole position |
| Kursywa                                                               | Najszybsze okrążenie wyścigu |
| †                                                                     | Nie ukończył, ale jego rezultat został zaliczony ze względu na przejechanie więcej niż 90% dystansu wyścigu.                              |
| *                                                                     | Sezon w trakcie |
| 1/2/3                                                                 | Punktowana pozycja w sprincie kwalifikacyjnym                                                                                             |
| Lista systemów punktacji Formuły 1                                    | |

### Sowiecka Formuła 3
| Rok  | Zespół         | Samochód    | Silnik   | Wyniki w poszczególnych eliminacjach | Wyniki w poszczególnych eliminacjach | Wyniki w poszczególnych eliminacjach | Wyniki w poszczególnych eliminacjach | Wyniki w poszczególnych eliminacjach | Wyniki w poszczególnych eliminacjach | Pkt. | Msc. |
| ---- | -------------- | ----------- | -------- | ------------------------------------ | ------------------------------------ | ------------------------------------ | ------------------------------------ | ------------------------------------ | ------------------------------------ | ---- | ---- |
| 1977 |                |             |          |                                      |                                      |                                      |                                      |                                      |                                      | 148  | 15   |
| 1977 | DOSAAF Jurmała | Estonia 18  | Moskwicz | 12                                   | 13                                   | 11                                   | 12                                   | NS                                   | NU                                   | 148  | 15   |
| 1978 |                |             |          |                                      |                                      |                                      |                                      |                                      |                                      | 0    | NS   |
| 1978 | DOSAAF Jurmała | Estonia 18M | Łada     | -                                    | NU                                   | -                                    |                                      |                                      |                                      | 0    | NS   |
| 1981 |                |             |          |                                      |                                      |                                      |                                      |                                      |                                      | 24   | 25   |
| 1981 | DOSAAF Ryga    | Estonia 18M | Łada     | -                                    | -                                    | 14                                   |                                      |                                      |                                      | 24   | 25   |